# أدولف بارتلس (سياسي)
أدولف بارتلس هو صحفي وكاتب ومؤرخ وسياسي بلجيكي، ولد في 24 أغسطس 1802 في بروكسل في بلجيكا، وتوفي بنفس المكان في 1862.